# Giuseppe D'Urso
Giuseppe D'Urso (Catania, 15 september 1969) is een Italiaanse atleet, die is gespecialiseerd in de 800 m. Hij is meervoudig Italiaans kampioen in deze discipline. Hij vertegenwoordigde zijn land bij grote internationale toernooien. Zo nam hij eenmaal deel aan de Olympische Spelen, maar won bij die gelegenheid geen medailles.

## Biografie
Op de wereldkampioenschappen atletiek 1993 in Stuttgart kwam hij uit op de 800 m. Hij won een zilveren medaille. Met een tijd van 1.44,86 finishte achter de Keniaan Paul Ruto (goud; 1.44,71) en voor de Keniaan Billy Konchellah (brons; 1.44,89). In 1996 maakte hij zijn olympisch debuut op de Spelen van Atlanta. Met een tijd van 1.45,27 in de series plaatste hij zich voor de halve finale, waar hij sneuvelde in 1.46,97.
Hij won de 800 meter bij de Universiade (1991) en de Middellandse Zeespelen (1997). Ook won hij een zilveren medaille op het EK indoor en een gouden medaille op de 1500 m bij de Europacup wedstrijden in 1999.
Sinds 1992 is hij Italiaans recordhouder op de 4 x 800 meter estafette samen met zijn teamgenoten Andrea Giocondi, Alberto Barsotti en Andrea Benvenuti.
Hij is aangesloten bij CUS Roma.

## Titels
- Italiaans kampioen 800 m - 1993, 1994
- Italiaans indoorkampioen 800 m - 1993, 1996, 2000
- Italiaans indoorkampioen 1500 m - 1997, 1998

## Persoonlijke records
Outdoor
| Onderdeel   | Prestatie | Datum         | Plaats     |
| ----------- | --------- | ------------- | ---------- |
| 800 m       | 1.43,95   | 5 juni 1996   | Roma       |
| 1000 m      | 2.15,87   | 17 juli 1999  | Nice       |
| 1500 m      | 3.35,78   | 1 juli 1998   | Bellinzona |
| 1 Eng. mijl | 3.52,72   | 7 juli 1999   | Rome       |
| 3000 m      | 8.04,5    | 27 april 2001 | Catania    |

Indoor
| Onderdeel | Prestatie | Datum            | Plaats |
| --------- | --------- | ---------------- | ------ |
| 800 m     | 1.45,44   | 17 februari 1993 | Genova |
| 1500 m    | 3.37,5    | 22 februari 1997 | Genova |

## Palmares

### 800 m
- 1988: 5e WK junioren - 1.53,34
- 1990: 7e EK - 1.47,29
- 1991: 4e in serie WK - 1.46,82
- 1993: 5e in ½ fin.  WK indoor - 1.50,07
- 1993:  WK - 1.44,86
- 1994: 5e EK - 1.46,90
- 1995: 4e in serie WK - 1.47,43
- 1996:  EK indoor - 1.47,74
- 1996:  Universiade - 1.46,82
- 1996: 5e in ½ fin.  OS - 1.46,97
- 1997:  Middellandse Zeespelen - 1.47,10
- 1997: DNF WK
- 1998: ½ fin. EK - 1.48,95

### 1500 m
- 1997: 7e in serie WK indoor - 3.46,06
- 1998: DNF EK
- 1999: 13e in serie WK - 3.50,71